# مازیار اشرفیان بناب

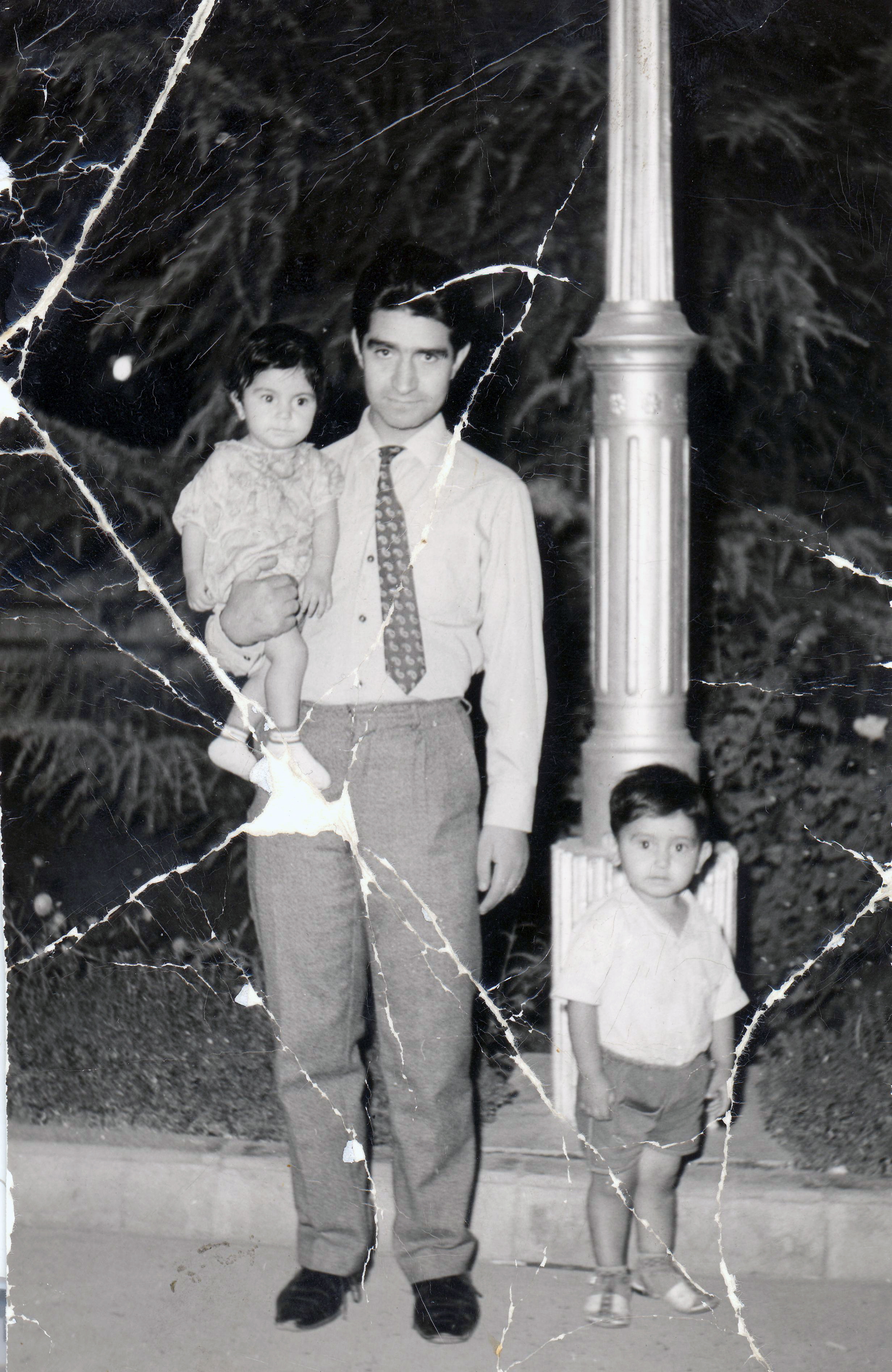
دکتر مازیار اشرفیان بناب

دکتر مازیار اشرفیان بناب پس از گذراندن دوره تخصصی آموزش عالی در دانشگاه پورتموث انگلستان و اخذ مدارک مربوط در حال حاضر عضو رسمی آکادمی آموزش عالی کشور انگلستان بوده (Higher Education Academy) و به عنوان محقق و عضو هیئت علمی دانشگاه مشغول تدریس و تحقیق در رشته ژنتیک پزشکی و جمعیتی و همچنین پزشکی قانونی است. وی همچنین عضو رسمی و برجسته انجمن علوم قانونی انگلستان (Forensic Science Society) است.
تحقیقات و مطالعات علمی وی عموماً متمرکز بر مطالعه تاریخ و سرگذشت اقوام ایرانی و غیر ایرانی ساکن در خاورمیانه و خاور نزدیک (لِوانت و فلسطین اشغالی) و بررسی ارتباطات تاریخی و ژنتیکی این اقوام کهن می‌باشد.
دکتر مازیار اشرفیان بناب پس از اتمام تحصیلات در دانشکده پزشکی دانشگاه علوم پزشکی تهران و گذراندن دوره تخصصی پزشکی قانونی در سازمان پزشکی قانونی کشور، بین سالهای ۱۳۷۲ تا ۱۳۷۶ به عنوان سرپرست مرکز پزشکی قانونی استان هرمزگان (در شهر بندرعباس) مشغول خدمت بوده، و تحت سرپرستی وی اداره کل پزشکی قانونی استان هرمزگان در سال ۱۳۷۵ تأسیس و طی مراسمی با حضور ریاست وقت قوه قضائیه، ریاست و مسئولین سازمان پزشکی قانونی کشور و مسئولین محلی افتتاح شد. وی پس از بازگشت به تهران با عنوان هیئت علمی در پژوهشکده باستان‌شناسی سازمان میراث فرهنگی کشور و به عنوان مدیر گروه دیرین انسان‌شناسی سازمان مشغول به کار شد و سالها در کنار باستان شناسان برجسته کشور، در حفاریهای باستانی شرکت نمود. در این مدت وی در کنار باستان شناسان برجسته کشور صدها بقایای انسانی مکشوفه را مطالعه و بررسی نموده‌است.
وی در سال ۱۳۷۸ طرحی بزرگ و ملی را جهت تأسیس نخستین موزه ملی پزشکی در ایران اسلامی به سازمان میراث فرهنگی کشور (به ریاست آقای مهندس بهشتی) و وزارت بهداشت و درمان و آموزش پزشکی (به وزارت دکتر محمد فرهادی) ارائه کرد. پس از پذیرش این طرح و قبول مشارکت توسط موسسات و سازمانهای ذی‌ربط (سازمان میراث فرهنگی کشور، وزارت بهداشت و درمان و آموزش پزشکی کشور، دانشگاه علوم پزشکی تهران، سازمان نظام پزشکی کشور، فرهنگستان علوم پزشکی جمهوری اسلامی ایران و بسیاری دیگر از مراکز علمی و پزشکی کشور) وی به عنوان رئیس و سرپرست پروژه (تأسیس موزه ملی تاریخ علوم پزشکی کشور) تعیین شد و پس از چهار سال تلاش مداوم، این موزه در سال ۱۳۸۲ و توسط وزیر وقت بهداشت و درمان و آموزش پزشکی کشور (دکتر محمد فرهادی) افتتاح و جهت بازدید علاقه‌مندان گشایش یافت.

## سوابق کاری
- مدیر و پزشک مسئول مرکز درمانی و بهداشتی روستای تلاتر از توابع رازمیان رودبار الموت ۱۳۷۱ ه‍.ش
- مدیر کل و مؤسس مرکز پزشکی قانونی استان هرمزگان، ایران ۱۳۷۲–۱۳۷۶ ه‍.ش
- عضو هیئت علمی پژوهشکده باستان‌شناسی سازمان میراث فرهنگی کشور و مدیر گروه دیرین انسان‌شناسی سازمان ۱۳۷۶–۱۳۸۱ ه‍.ش
- رئیس و مؤسس موزه ملی تاریخ علوم پزشکی ایران- دانشگاه علوم پزشکی تهران ۱۳۷۷–۱۳۸۱ ه‍.ش
- استاد رشته ژنتیک قانونی دانشگاه پورتموث انگلستان ۲۰۰۶–۲۰۱۴.
- استاد رشته ژنتیک و پزشکی قانونی دانشگاه وُوستر انگلستان ۲۰۱۴–۲۰۱۵.
- استاد رشته پزشکی و ژنتیک دانشگاه لِستر انگلستان ۲۰۱۶.
- عضو برجسته آکادمی تحصیلات عالی انگلستان (Higher Education Academy).
- عضو تخصصی آکادمی پزشکی قانونی انگلستان.
- عضو رسمی انجمن سلطنتی علوم انگلستان (The Royal Society).

## پژوهش‌ها
1. بر اساس مطالعات ژنتیک دکتر اشرفیان بناب، فرضیه مهاجرت اقوامی از اروپای شرقی که توسط انسان شناسان آلمانی قرون نوزده و بیستم میلادی، به آن‌ها به غلط نام آریائی داده شده، نفی و رد شده‌است. تحقیقات وی نشان می‌دهد که اقوام آریائی اصالتاً ایرانی بوده و از حدود ۱۱۰۰۰ سال قبل در نواحی مختلف فلات ایران به ویژه جنوب غربی ایران و در دامنه‌های زاگرس ساکن بوده‌اند. همچنین مطالعات ژنتیکی وی اثبات کرده‌است که جمعیت‌های ایرانی که با زبان‌های غیر از گروه زبان‌های هندواروپایی تکلم می‌کنند به ویژه جمعیت آذری ساکن در فلات ایران، ریشه ژنتیکی مشترکی با اقوام ترک‌زبان ساکن در کشور ترکیه، آسیای میانه و قفقاز و اروپای شرقی ندارند و بر عکس «شاخص‌های تمایز ژنتیکی» آن‌ها (مانند FST) با سایر گروه‌های ساکن در فلات ایران به ویژه فارسی زبانان نزدیک به صفر است که این امر نشانگر قرابت ژنتیکی و ریشه ژنتیکی مشترک آن‌ها در ااعماق تاریخ ایران است.[۲]
2. عموم اقوام و گروه‌های جمعیتی ایرانی که در ایران امروزی (و حتی فراتر از مرزهای سیاسی فعلی ایران- ایران بزرگ) ساکن هستند، علی‌رغم اینکه دارای تفاوتهای جزئی فرهنگی هستند و حتی گاه به زبانهای مختلف هم سخن می‌گویند، دارای ریشه ژنتیکی مشترکی هستند و این ریشه مشترک به جمعیتی اولیه که در حدود ده تا یازده هزار سال پیش در قسمتهای جنوب غربی فلات ایران ساکن بوده بر می‌گردد. بر پایه این گزارش آریایی‌ها بر خلاف آنچه تا کنون تصور می‌شده و توسط محققان اروپائی عنوان و مطرح شده‌است، اقوامی مهاجر از سرزمین‌های دیگر (اروپای شرقی) به ایران نبودند بلکه این اقوام آریائی ساکنین بومی ایران بوده و از بر خلاف تئوریهای پیشین این آریائی‌های بومی ایران بوده‌اند که از حدود ده هزار سال پیش به سمت اروپا مهاجرت کرده و صنایع مهمی چون کشاورزی و دامداری را به نقاط مختلف اروپای شرقی و غربی گسترش داده‌اند.[۳]
3. تئوری آقای سایمور در مورد استفاده ارتش ساسانیان از گازهای شیمیایی را رد کرد و بر نا کار آمدی گاز مورد اشاره در این گزارش سایمور در کشتن انسان‌ها تأکید کرد.[۴]

## آثار و مقالات علمی
- Upregulation of long non-coding RNAs BACE1 and downregulation of LINC-PINT are associated with CRC clinicopathological characteristics;. Mol Biol Rep. 2022 Nov; 49(11):10259-10267. doi: 10.1007/s11033-022-07707-4. Epub 2022 Sep 10. PMID 36087249; PMCID: PMC9618545.
- Oncogenic Role of Connective Tissue Growth Factor Is Associated with Canonical TGF-β Cascade in Colorectal Cancer. Genes (Basel);. 2022 Apr 14;13(4):689. doi: 10.3390/genes13040689. PMID 35456495; PMCID: PMC9031605.
- ANRIL as a prognostic biomarker in colon pre-cancerous lesion detection via non-invasive sampling. Genes Genet Syst;. 2022 Apr 21;96(6):285-292. doi: 10.1266/ggs.21-00102. Epub 2022 Mar 17. PMID 35296566.
- Insights into the Role of Matrix Metalloproteinases in Precancerous Conditions and Colorectal Cancer;. Cancers (Basel). 2021 Dec 10;13(24):6226. [https://pubmed.ncbi.nlm.nih.gov/34944846/ doi: 10.3390/cancers13246226]. PMID 34944846; PMCID: PMC8699154.
- The effective function of circular RNA in colorectal cancer;. Cancer Cell Int. 2021 Sep 17;21(1):496. doi: 10.1186/s12935-021-02196-0. PMID 34535136; PMCID: PMC8447721.
- Lack of association between VEGF -2578C/A polymorphism and risk of colorectal cancer in an Iranian population;. Gastroenterol Hepatol Bed Bench. 2020 Winter;13(Suppl1):S47-S52. PMID 33585003; PMCID: PMC7881395.
- APC and AXIN2 Are Promising Biomarker Candidates for the Early Detection of Adenomas and Hyperplastic Polyps;. Cancer Inform. 2020 Nov 11;19:1176935120972383. doi: 10.1177/1176935120972383. PMID 33239858; PMCID: PMC7672736.
- The Differential DNA Hypermethylation Patterns of microRNA-137 and microRNA-342 Locus in Early Colorectal Lesions and Tumours;. Biomolecules. 2019 Sep 21;9(10):519. doi: 10.3390/biom9100519. PMID 31546665; PMCID: PMC6843302.
- The Application of Gene Expression Profiling in Predictions of Occult Lymph Node Metastasis in Colorectal Cancer Patients;. Biomedicines. 2018 Mar 2;6(1):27. doi: 10.3390/biomedicines6010027. PMID 29498671; PMCID: PMC5874684.
- GJA4/Connexin 37 Mutations Correlate with Secondary Lymphedema Following Surgery in Breast Cancer Patients;. Biomedicines. 2018 Feb 22;6(1):23. doi: 10.3390/biomedicines6010023. PMID 29470392; PMCID: PMC5874680.
- Mapping Post-Glacial expansions: The Peopling of Southwest Asia;. Sci Rep. 2017 Jan 6;7:40338. doi: 10.1038/srep40338. PMID 28059138; PMCID: PMC5216412.
- An old dog and new tricks: Genetic analysis of a Tudor dog recovered from the Mary Rose wreck;. Forensic Sci Int. 2014 Dec;245:51-7. doi: 10.1016/j.forsciint.2014.10.001. Epub 2014 Oct 14. PMID 25447174.
- Afghanistan's ethnic groups share a Y-chromosomal heritage structured by historical events;. PLoS One. 2012;7(3):e34288. doi: 10.1371/journal.pone.0034288. Epub 2012 Mar 28. PMID 22470552; PMCID: PMC3314501.
- Influences of history, geography, and religion on genetic structure: the Maronites in Lebanon;. Eur J Hum Genet. 2011 Mar;19(3):334-40. doi: 10.1038/ejhg.2010.177. Epub 2010 Dec 1. PMID 21119711; PMCID: PMC3062011.
- Distribution of killer cell immunoglobulin-like receptors (KIR) and their HLA-C ligands in two Iranian populations;. Immunogenetics. 2010 Feb;62(2):65-73. doi: 10.1007/s00251-009-0408-5. Erratum in: Immunogenetics. 2010 Apr;62(4):261. Ebrahimi, Zahra [added]. PMID 19936734; PMCID: PMC2814031.
- Geographical structure of the Y-chromosomal genetic landscape of the Levant: a coastal-inland contrast;. Ann Hum Genet. 2009 Nov;73(Pt 6):568-81. doi: 10.1111/j.1469-1809.2009.00538.x. Epub 2009 Aug 16. PMID 19686289; PMCID: PMC3312577.
- Is urbanization scrambling the genetic structure of human populations? A case study;. Heredity (Edinb). 2007 Mar;98(3):151-6. doi: 10.1038/sj.hdy.6800918. Epub 2006 Nov 15. PMID 17106453; PMCID: PMC1808191.

## کتابهای منتشر شده
- Ashrafian Bonab M (2001), Author, “Essentials of Forensic Medicine”, Teimorzadeh Publication Co., Tehran, Iran, ISBN 964-456-511-8;.
- Ashrafian Bonab M (2000), Current Surgery Diagnosis and treatment, 9th Edition (Translation: English to Farsi), Teimorzadeh Publication Co., ISBN 964-456-168-6;.
- Ashrafian Bonab M (1999), Outline of Fractures, 11th Edition (Translation: English to Farsi), Teimorzadeh Publication Co., ISBN 964-456-199-6;.
- Ashrafian Bonab M (1998), Outline of Orthopaedics (Adams), 12th edition (Translation: English to Farsi), Tabib Publication Co., ISBN 964-456-199-6;.
- Ashrafian Bonab M (1998), The Archaeology of Human Bones, Simon Mays; (Translation: English to Farsi), Iranian Cultural Heritage Organization publications, ISBN 964-7483-17-1;.